# نياغان
نايغان (بالروسية: Нягань) هي إحدى مدن روسيا في الكيان الفدرالي الروسي أوكروغ خانتي - مانسي الذاتية.

## المناخ
يظهر الجدول التالي التغييرات المناخية على مدار السنة لنياغان:
| البيانات المناخية لـنياغان        | البيانات المناخية لـنياغان | البيانات المناخية لـنياغان | البيانات المناخية لـنياغان | البيانات المناخية لـنياغان | البيانات المناخية لـنياغان | البيانات المناخية لـنياغان | البيانات المناخية لـنياغان | البيانات المناخية لـنياغان | البيانات المناخية لـنياغان | البيانات المناخية لـنياغان | البيانات المناخية لـنياغان | البيانات المناخية لـنياغان | البيانات المناخية لـنياغان |
| الشهر                             | يناير                      | فبراير                     | مارس                       | أبريل                      | مايو                       | يونيو                      | يوليو                      | أغسطس                      | سبتمبر                     | أكتوبر                     | نوفمبر                     | ديسمبر                     | المعدل السنوي              |
| --------------------------------- | -------------------------- | -------------------------- | -------------------------- | -------------------------- | -------------------------- | -------------------------- | -------------------------- | -------------------------- | -------------------------- | -------------------------- | -------------------------- | -------------------------- | -------------------------- |
| متوسط درجة الحرارة الكبرى °م (°ف) | −16.4 (2.5)                | −14.3 (6.3)                | −4.4 (24.1)                | 3.4 (38.1)                 | 10.9 (51.6)                | 18.8 (65.8)                | 22.7 (72.9)                | 18.6 (65.5)                | 11.9 (53.4)                | 1.8 (35.2)                 | −7.8 (18.0)                | −13.4 (7.9)                | 2.7 (36.8)                 |
| المتوسط اليومي °م (°ف)            | −20.7 (−5.3)               | −19.0 (−2.2)               | −9.9 (14.2)                | −1.8 (28.8)                | 5.5 (41.9)                 | 13.4 (56.1)                | 17.5 (63.5)                | 13.6 (56.5)                | 7.6 (45.7)                 | −1.5 (29.3)                | −11.7 (10.9)               | −17.6 (0.3)                | −2.1 (28.3)                |
| متوسط درجة الحرارة الصغرى °م (°ف) | −24.9 (−12.8)              | −23.7 (−10.7)              | −15.4 (4.3)                | −7.0 (19.4)                | 0.2 (32.4)                 | 8.0 (46.4)                 | 12.4 (54.3)                | 8.7 (47.7)                 | 3.4 (38.1)                 | −4.8 (23.4)                | −15.5 (4.1)                | −21.7 (−7.1)               | −6.7 (20.0)                |
| الهطول مم (إنش)                   | 32 (1.3)                   | 20 (0.8)                   | 22 (0.9)                   | 34 (1.3)                   | 46 (1.8)                   | 66 (2.6)                   | 76 (3.0)                   | 83 (3.3)                   | 63 (2.5)                   | 53 (2.1)                   | 42 (1.7)                   | 33 (1.3)                   | 570 (22.6)                 |
| المصدر: Climate-Data.org          |                            |                            |                            |                            |                            |                            |                            |                            |                            |                            |                            |                            |                            |

## أعلام
- ماريا شارابوفا